# Sandra McCoy
Sandra Christina McCoy (San Jose, 14 agosto 1979) è un'attrice statunitense.

## Biografia
Sandra McCoy è nata a San Jose, in California da una famiglia di origini filippino/irlandesi. I suoi genitori e suo fratello, di due anni più giovane di lei, sono morti in un tragico incidente aereo nel 1993. Sua madre, Madeline McCoy era insegnante al liceo PE e istruttrice di tennis e aerobica. Suo padre, Gary McCoy, era direttore della gestione del database della contea presso il Dipartimento dello Sceriffo e un pilota privato. Sandra ha iniziato la danza e la ginnastica quando aveva otto anni. Si è trasferita a Los Angeles per intraprendere la carriera di attrice dopo essersi laureata (ha ottenuto il bachelor) in psicologia alla Santa Clara University. Ad Hollywood ha ottenuto presto successo sia come attrice che come ballerina. Ha ottenuto il ruolo principale nel video degli 'N Sync Pop. 
È stata guest star in molte serie televisive. Il suo ruolo cinematografico più importante è stato quello di Mercedes nel film horror Nickname: Enigmista del 2005, sul cui set ha conosciuto il suo ex fidanzato Jared Padalecki. Nel 2007 ha recitato a fianco di quest'ultimo nella serie televisiva Supernatural, nell'episodio Bedtime Stories il quinto della terza stagione, interpretando il demone dell'incrocio.

## Filmografia

### Cinema
- Orange County, regia di Jake Kasdan (2002)
- Il sogno di Calvin (Like Mike), regia di John Schultz (2002)
- Hot Chick - Una bionda esplosiva (The Hot Chick), regia di Tom Brady (2002)
- A Cinderella Story, regia di Mark Rosman (2004)
- Sex Crimes 3 (Wild Things: Diamonds in the Rough), regia di Jay Lowi (2005)
- Atterraggio d'emergenza (Crash Landing), regia di Jim Wynorski (2005)
- Nickname: Enigmista (Cry_Wolf), regia di Jeff Wadlow (2005)
- Lost Signal, regia di Brian McNamara (2006)
- House of Fears, regia di Ryan Little (2007)
- Toxic, regia di Alan Pao (2008)
- Nite Tales: The Movie, regia di Deon Taylor (2008)
- Ragazze da sballo (Deep in the Valley), regia di Christian Forte (2009)
- Las Angeles, regia di Gerardo Flores Villarreal (2010)

### Televisione
- Felicity – serie TV, episodio 4x04 (2001)
- General Hospital – serial TV, 1 puntata (2001)
- Power Rangers Wild Force – serie TV, episodi 1x04-1x20 (2002)
- Sabrina, vita da strega (Sabrina, the Teenage Witch) – serie TV, episodio 7x09 (2002)
- CSI - Scena del crimine (CSI: Crime Scene Investigation) – serie TV, episodio 3x15 (2003)
- Strepitose Parkers (The Parkers) – serie TV, episodio 5x03 (2003)
- CSI: Miami – serie TV, episodio 2x02 (2003)
- Il tempo della nostra vita (Days of Our Lives) – serial TV, 2 puntate (2003-2005)
- CSI: NY – serie TV, episodio 2x13 (2006)
- Due uomini e mezzo (Two and a Half Men) – serie TV, episodio 4x01 (2006)
- Veronica Mars – serie TV, episodio 3x07 (2006)
- The O.C. – serie TV, episodio 4x12 (2007)
- Supernatural – serie TV, episodio 3x05 (2007)
- Rizzoli & Isles – serie TV, episodio 2x02 (2011)
- Femme Fatales - Sesso e crimini (Femme Fatales) – serie TV, episodio 2x04 (2012)
- Vegas – serie TV, episodio 1x09 (2012)
- Benched - Difesa d'ufficio (Benched) – serie TV, episodio 1x05 (2014)

## Doppiatrici italiane
Nelle versioni in italiano delle opere in cui ha recitato, Sandra McCoy è stata doppiata da:
- Maria Letizia Scifoni in Sex Crimes 3
- Francesca Manicone in CSI: Miami